# 1956 у літературі

## Нагороди
- Нобелівську премію з літератури отримав іспанський поет Хуан Рамон Хіменес.

## Народились
- 10 січня — Антоніо Муньос Моліна, іспанський письменник.

## Нові книжки
- Айзек Азімов — Голе сонце
- Джеральд Даррелл — Моя родина та інші звірі
- Рональд Дельдерфілд — Пригоди Бена Ганна